# Kønscelle
En kønscelle, også kaldet en gamet, er en celle (sædcelle, ægcelle, spore eller pollenkorn), som dannes ved meiotisk celledeling. Ved befrugtning smelter to kønsceller (f.eks. en æg- og en sædcelle) sammen og danner en zygote. Zygoten deler sig ved mitotisk celledeling og udvikler sig til et embryo.
Ved to-kønssystemer (typisk kaldet han- og hunkøn) er gameterne anisogame – forskellige. Ved plus- og minuskøn er gameterne isogame – ens.
Hos anisogame organismer er hunkøn defineret ved at have den største kønscelle - ægcellen, mens hankøn er defineret ved produktion af sædceller. Kønsceller er haploide, dvs. at de kun indeholder et sæt kromosomer (23 kromosomer hos mennesker). Når æg og sædcelle mødes opstår et befrugtet æg, som er diploidt og hos mennesker indeholder 46 kromosomer; 23 fra ægget og 23 fra sædcellen. Herfra udvikles et individ, hvor alle celler (somatiske celler) er diploide, med undtagelse af de kønsceller individet selv producerer.
| Biologi | Spire Denne artikel om biologi er en spire som bør udbygges. Du er velkommen til at hjælpe Wikipedia ved at udvide den. |